# Sławomir Nitras

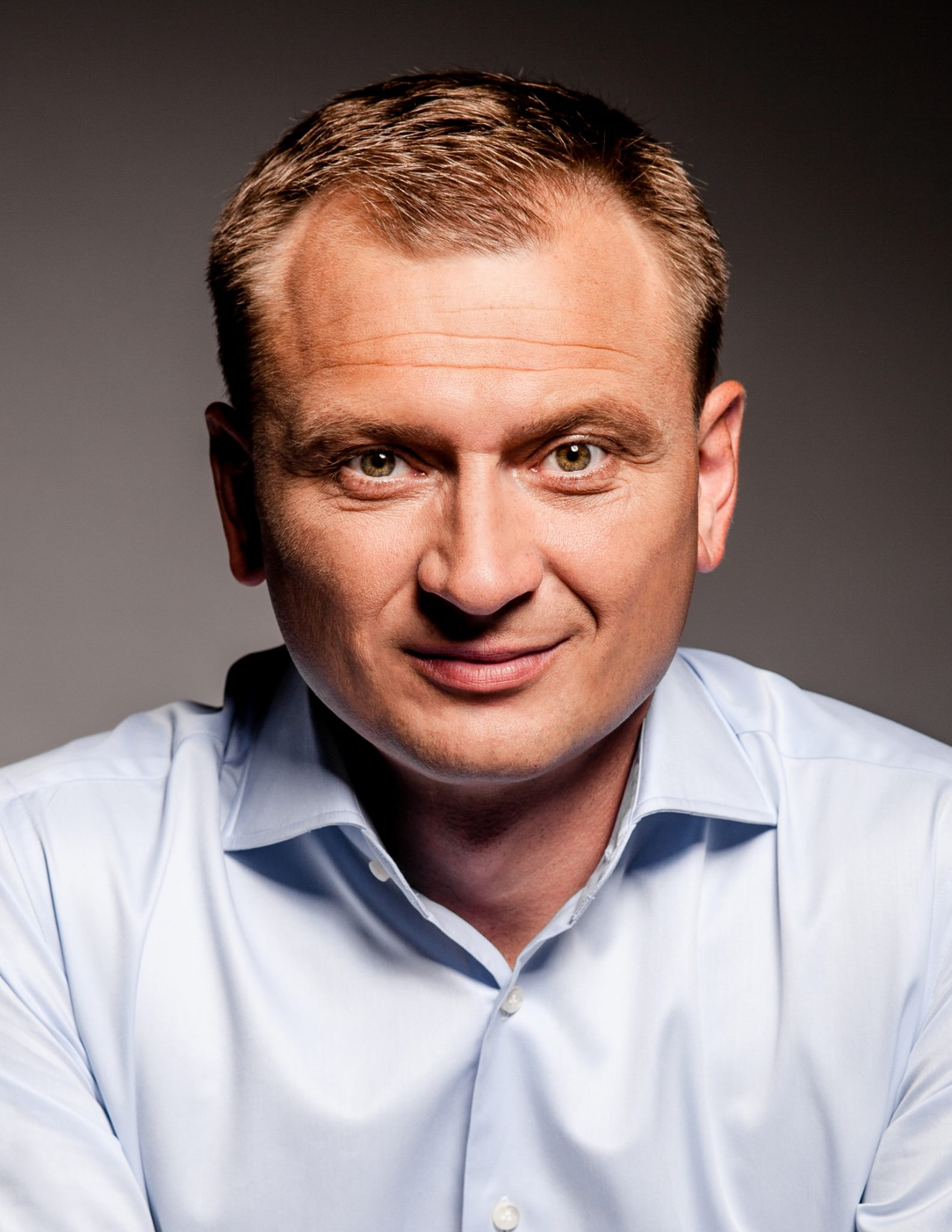
Sławomir Nitras (2015)

Sławomir Witold Nitras (* 26. April 1973 in Połczyn-Zdrój) ist ein polnischer Politiker der Platforma Obywatelska (Bürgerplattform) und seit dem 13. Dezember 2023 Minister für Sport und Tourismus der Republik Polen.

## Leben
Sławomir Nitras besuchte eine Mittelschule in Koszalin. Er studierte an der Universität Stettin und schloss diesen mit einem Diplom in Politik ab. Daran schloss er eine Tätigkeit als Assistent der Hochschule am Fachbereich für Politologie und Philosophie an. 1996 trat er der Stronnictwo Konserwatywno-Ludowe (Konservative Volkspartei) bei. 1998 wurde Nitras Mitarbeiter im Kabinett des Woiwoden der Woiwodschaft Koszalin. 1998 wurde er in den Sejmik der neu gebildeten Woiwodschaft Westpommern gewählt und blieb dort bis 2002. Zugleich arbeitete er von 1999 bis 2002 für das französische Unternehmensgruppe Lafarge. Er war dort in Biały Bór für die Kruszywa Koszalin S.A. Leiter für Produktion und Verkauf von Baufüllmaterial. 2001 trat er in die Platforma Obywatelska ein. Nach der Geburt seiner jüngsten Tochter gründete er sein eigenes Unternehmen, das sich auf die Lieferung von Baufüllmaterial und Bitumen spezialisierte. Das Unternehmen hatte kurz nach der Gründung finanzielle Probleme und wurde 2005 geschlossen.
Bei den Parlamentswahlen 2005 konnte Nitras mit 14.238 Stimmen erstmals ein Mandat für den Sejm erringen. Bei den vorgezogenen Parlamentswahlen 2007 trat er im Wahlkreis 41 Szczecin erneut an und konnte mit 65.776 Stimmen erneut einen Sitz im Sejm erringen. Er arbeitete dort in den Kommissionen für Staatsvermögen und Wirtschaft. Bei der Europawahl 2009 trat Sławomir Nitras an und konnte mit 107.413 Stimmen ein Mandat erringen. Damit endete seine Mitgliedschaft im polnischen Sejm am 10. Juni 2009.
Im Europäischen Parlament gehört er sowohl der Fraktion der Europäischen Volkspartei (Christdemokraten) sowie u. a. der Wirtschafts- und Währungskommission und der Delegation des Europäischen Parlaments im Parlamentarischen Kooperationsausschuss EU-Russland an. Im Jahr 2014 bewarb er sich nicht um eine Wiederwahl. Am 2. Dezember des gleichen Jahres wurde er Hauptberater im Kabinett von Premierministerin Ewa Kopacz. Bei der Parlamentswahl im Jahr 2015 erreichte er 20.930 Stimmen und erhielt einen Abgeordnetensitz. Außerdem wurde er Vorsitzender der Delegation des Sejms sowie des Senats zur Parlamentarischen Versammlung.
Von 1991 bis 1993 war er Mitglied der Union der Realpolitik und während der Jahre 1996 bis 2001 gehörte er der Konservativen Volkspartei an. Seit 2001 ist er Mitglied der Bürgerplattform (Platforma Obywatelska) und gehört dem Landesvorstand an, seit 2003 ist er Vorsitzender der Bürgerplattform (Platforma Obywatelska) in Szczecin und seit 2006 ist er der stellvertretende Vorsitzende dieser Partei in der Region Westpommern (Zachodniopomorskie).
Sławomir Nitras ist verheiratet und hat zwei Kinder. 2018 kandidierte er für das Wahlbündnis Koalicja Obywatelska bei der Wahl zum Stadtpräsidenten von Stettin, verpasste aber als Dritter hinter dem parteilosen Amtsinhaber Piotr Krzystek und Bartłomiej Sochański (PiS) den Einzug in die Stichwahl, wobei sein Rückstand auf den PiS-Kandidaten lediglich 282 Stimmen (= 0,18 Prozentpunkte) betrug.
Seit dem 13. Dezember 2023 ist Nitras Minister für Sport und Tourismus im Kabinett Tusk III.